# Braunia schimperi
Braunia schimperi là một loài Rêu trong họ Hedwigiaceae. Loài này được Bruch & Schimp. mô tả khoa học đầu tiên năm 1846.